# Batismo da Polónia
Batismo (AO 1945: Baptismo) da Polónia foi o batismo do primeiro governante do estado polaco, Miecislau I e grande parte da sua corte, em 966, que deu início ao processo de cristianização das terras polacas. O batisimo foi um ato inicial da conversão para a religião cristã, e que foi concluída nos séculos XIV-XV. Dubravca da Boémia, esposa de Miecislau I, uma cristã zelosa, desempenhou um papel significativo na promoção do cristianismo na Polónia, e pode ter tido uma influência decisiva sobre a conversão de Miecislau I.

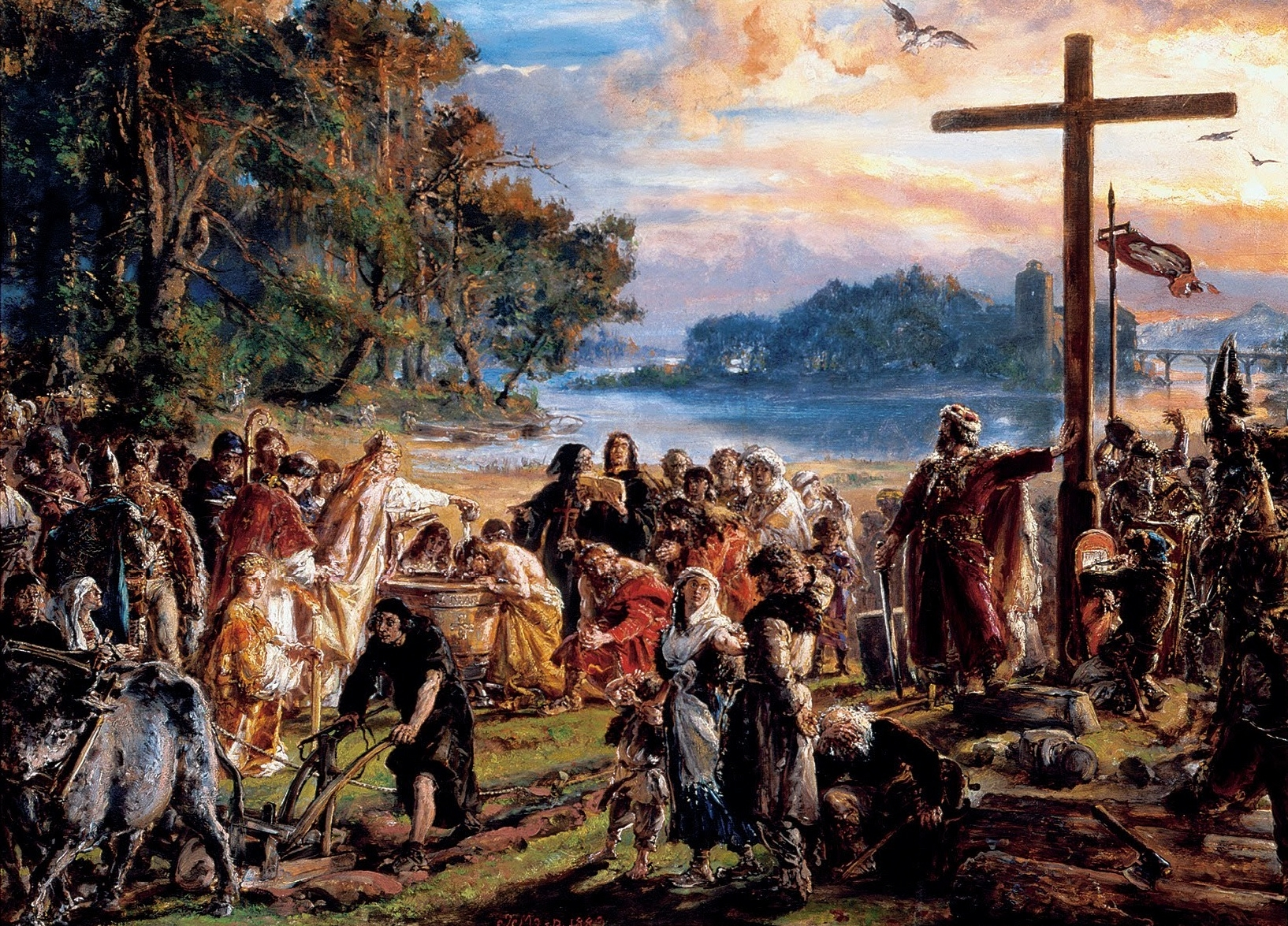
Cristianização da Polónia de Jan Matejko (1889)

A Polónia foi unificada no século X. O nome Polónia (Polska) tem origem na tribo dos Polanos, que significa "pessoas que cultivam a terra", derivado da palavra pole que significa "campo". A tribo dos Polanos habitava a região "Grande Polónia". A província localiza-se às margens do Rio Varta. A cidade mais importante na região era Gniezno. Antes da adoção do cristianismo, a Polónia era um país pagão.

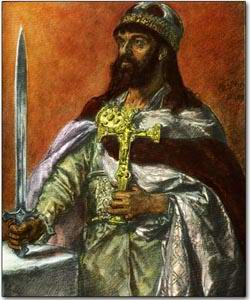
Miecislau I de Jan Matejko

Miecislau I (filho de Ziemomislo da Polónia (922 - 963)) foi o primeiro duque da Polónia, tendo unificado os territórios polacos. Casou–se com a princesa checa Dubravca da Boémia e em 966 aceitou o batismo. A adopção do cristianismo como religião teve como consequência a latinização da cultura polaca. Em 968 foi fundado o primeiro episcopado na cidade Poznań com o bispo Jordan (provavelmente italiano).
A missão batista que começou nas duas principais cidades de Gniezno e Poznań com o batismo de Miecislau I e da sua corte, espalhou-se por todo o país. Durante os séculos X e XI, vários órgãos eclesiásticos foram estabelecidos na Polónia. Isto incluiu a construção de igrejas e a nomeação de clérigos. Ao adotar o cristianismo como religião nacional da Polónia, Miecislau I procurou alcançar vários objetivos pessoais e políticos.

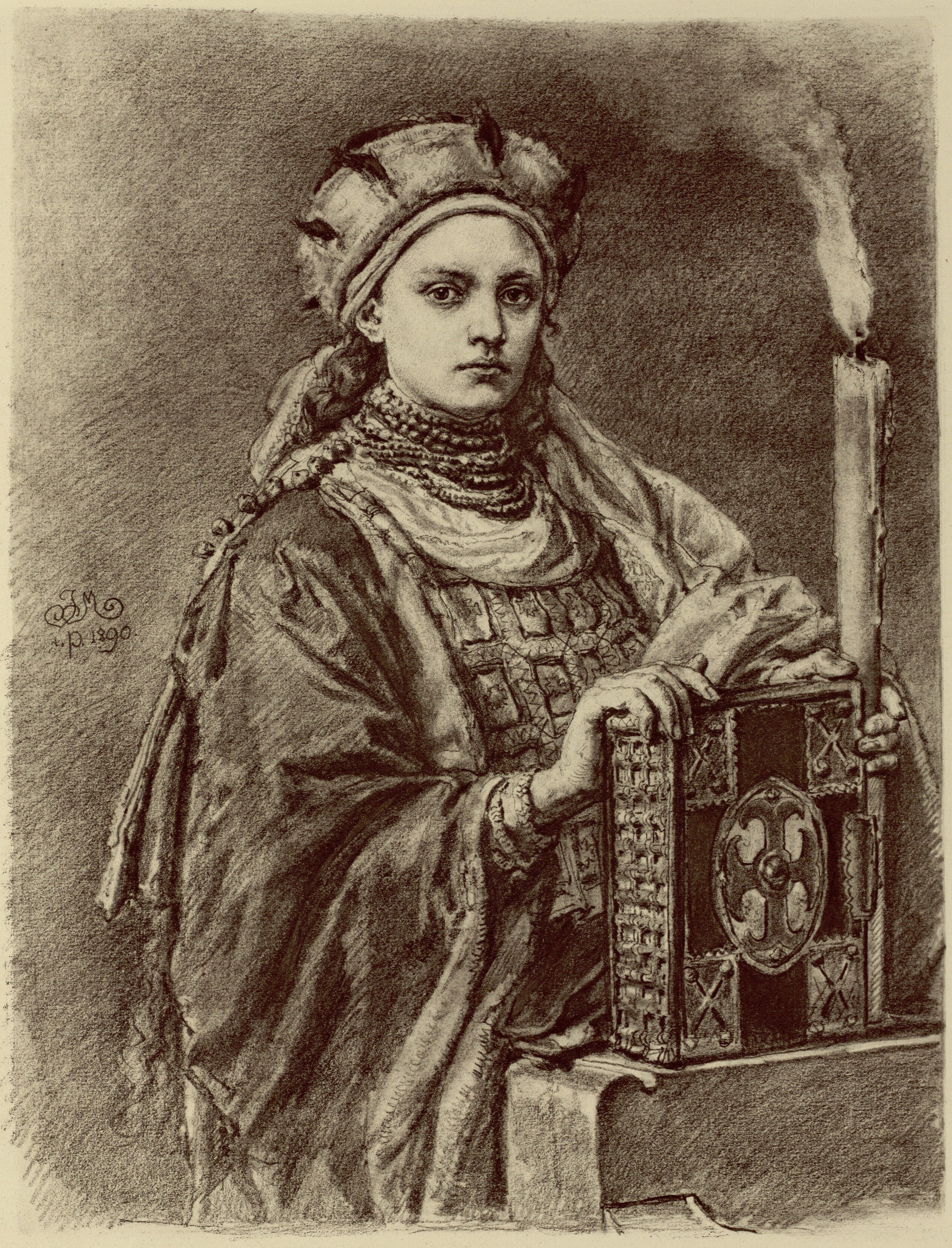
Dubravca da Boémia de Jan Matejko

Miecislau I viu o batismo da Polónia como uma forma de reforçar a sua permanência no poder, bem como de usá-lo como uma força unificadora para o povo polaco. Substituiu vários cultos menores por uma religião única, central, claramente associada à corte real. O batismo melhorou a posição e respeito para com o estado polaco no palco internacional. A Igreja Católica também ajudou a fortalecer a autoridade do monarca e trouxe à Polónia muita experiência no que diz respeito à administração do estado. Assim, a Igreja apoiava o estado e, em troca, os bispos recebiam títulos importantes do governo (na época mais tardia eram membros do Senado da Polónia).